# Élections législatives partielles de 1986 dans la Haute-Garonne
Les élections législatives partielles de 1986 dans la Haute-Garonne se déroulent le 28 septembre 1986 à la suite de l'annulation du scrutin du 16 mars 1986 par le Conseil constitutionnel.

## Élus
| Député élu            | Parti | Parti        |
| --------------------- | ----- | ------------ |
| Lionel Jospin         |       | PS           |
| Gérard Bapt           |       | PS           |
| Jacques Roger-Machart |       | PS           |
| Pierre Ortet          |       | PS           |
| Dominique Baudis      |       | UDF (CDS)    |
| Jean Diebold          |       | DVD (ex-RPR) |
| Pierre Montastruc     |       | UDF (Rad)    |
| Jean-Paul Séguéla     |       | RPR          |

Démissionnaire, Dominique Baudis est remplacé par son père Pierre à partir du 25 octobre 1986.

## Positionnement des partis
Pour cette élection législative partielle, huit listes sont en présence, soit trois de moins qu'en mars.
À l'inverse du scrutin précédent, la gauche socialiste est éclatée en plusieurs listes. Le Mouvement des radicaux de gauche présente une liste autonome conduite par Henri de Lassus Saint-Geniès tandis que Gérard Houteer, à l'origine de l'annulation du précédent scrutin, prend la tête d'une liste PS dissidente. Quant à la liste du Parti socialiste, elle n'est plus conduite par Alex Raymond mais par Lionel Jospin, député de Paris et premier secrétaire du PS. À cela s'ajoute la liste du Parti communiste français.
Alors que l'Union pour la démocratie française et le Rassemblement pour la République présentaient des listes séparées en mars, Dominique Baudis parvient à faire l'union des principales forces politiques de la droite.
Enfin, le Front national présente une liste et l'extrême-gauche (Lutte ouvrière et le Mouvement pour un parti des travailleurs), deux.

## Résultats

### Résultats à l'échelle du département
| Liste Parti politique | Liste Parti politique                      | Tête de liste                | Tour unique | Tour unique | Sièges |
| Liste Parti politique | Liste Parti politique                      | Tête de liste                | Voix        | %           | Sièges |
| --------------------- | ------------------------------------------ | ---------------------------- | ----------- | ----------- | ------ |
|                       | Union de la droite (UDF - RPR - CNI - DVD) | Dominique Baudis             | 174 127     | 45,93       | 4      |
|                       | Parti socialiste                           | Lionel Jospin                | 141 707     | 37,38       | 4      |
|                       | Front national                             | Gilbert Melac                | 26 263      | 6,92        | 0      |
|                       | Parti communiste français                  | René Piquet                  | 24 024      | 6,33        | 0      |
|                       | Parti socialiste dissident                 | Gérard Houteer               | 5 457       | 1,43        | 0      |
|                       | Mouvement des radicaux de gauche           | Henri de Lassus Saint-Geniès | 4 154       | 1,09        | 0      |
|                       | Extrême gauche (LO/MPPT)                   | ?                            | 2 594       | 0,66        | 0      |
|                       |                                            |                              |             |             |        |
| Inscrits              | Inscrits                                   | Inscrits                     | 561 774     | 100,00      | 8      |
| Abstentions           | Abstentions                                | Abstentions                  | 175 302     | 31,20       |        |
| Votants               | Votants                                    | Votants                      | 386 472     | 68,79       |        |
| Blancs et nuls        | Blancs et nuls                             | Blancs et nuls               | 7 385       | 1,91        |        |
| Exprimés              | Exprimés                                   | Exprimés                     | 379 087     | 98,09       |        |